# Sanu Sharma
Sanu Sharma (nepalês: सानु शर्मा) é um escritor, romancista, contista, letrista e poeta de língua nepalesa. Publicou vários romances e coletâneas de contos. Seu livro de coleção de contos, Ekadeshmaa, foi nomeado para o prêmio Madan Puraskar em 2018

## Primeiros anos
Sanu Sharma nasceu no 'Hospital Maternidade e de Mulheres Paropakar, um hospital governamental de maternidade em Catmandu. Ela foi criada igualmente em Catmandu e no Terai, no Nepal.

## Carreira
Sharma publicou seu primeiro romance Ardhaviram em 2003 e Jeetko Paribhasha, o segundo, em 2010. Ela publicou seu terceiro romance Artha em 2011.
Em 2017, Sharma publicou seu quarto romance, Biplavi; e ela publicou seu quinto livro e o primeiro livro de uma coleção de contos, Ekadeshmaa, em 2018. Ekadeshmaa atraiu a atenção de um público maior e foi aclamado por mais leitores e críticos. Posteriormente, foi indicado para o Madan Puraskar, um prêmio considerado o maior na literatura nepalesa.
Após o sucesso de Ekadeshmaa, Sharma publicou seu quinto romance Utkarsha e o sexto, Pharak, em 2021 e 2022, respectivamente. Em setembro de 2023, ela publicou seu oitavo livro e sétimo romance, Tee Saat Din, pela Ratna Pustak Bhandar. Em abril de 2024, ela publicou seu nono livro e a segunda coletânea de contos intitulada Arko Deshma, pela editora FinePrint..
Sanu Sharma também é poetisa, letrista e escritora de Ghazal. Algumas de suas Ghazals foram apresentadas no livro colaborativo 'Kaifiyat 2'. Suas letras foram interpretadas por uma ampla gama de cantores, compostas por músicos nepaleses. Seus poemas originais em nepalês foram traduzidos para outros idiomas e publicados em vários lugares.

## Obras
Romances
- Ardhaviram[2]
- Jeetko Paribhasha
- Artha[2]
- Biplavi[11]
- Utsharga[11]
- Pharak[3]
- Tee Saat Din[12]

Coleção de Contos
- Ekadeshmaa[2][3][5]
- Arko Deshma[13]

Coleção colaborativa de Ghazals
- Kaifiyat 2'